# بروس كرين (سياسي)
بروس كرين هو شخصية أعمال وسياسي أمريكي، ولد في 27 يوليو 1909 في دالتون في الولايات المتحدة، وتوفي في 2 يونيو 1985. نشط حزبياً في الحزب الجمهوري.